# Xavier Jaravel
Xavier Jaravel, né le 26 septembre 1989 à Saint-Martin-d'Hères, est un économiste français. Il est professeur associé à la London School of Economics (LSE).

## Biographie
En 2011, Xavier Jaravel obtient le bachelor à Institut d'études politiques de Paris, époque au cours de laquelle il prend conscience que l'économie permet d'analyser de multiples questions de société.
En 2016, il obtient un doctorat à Harvard sous la direction de Raj Chetty avec une thèse intitulée « Essays in the Economics of Innovation » il intègre la possibilité d'utiliser les techniques de Big data (données massives) en utilisant des données microéconomiques pour des analyses macroéconomiques.
En 2017, il devient professeur adjoint à la London School of Economics.
En 2020, il devient professeur associé à la London School of Economics. En septembre il devient membre du Conseil d'analyse économique. En novembre, il devient inspecteur des finances. En parallèle, il participe en tant que rapporteur de la commission chargée de la gestion de la dette Covid-19 présidée par Jean Arthuis. Il remarque que dans le contexte de taux bas de 2021, l'investissement dans l'éducation, grâce au gain de croissance qu'il procure à long terme, se révèle rentable.

## Travaux scientifiques
Ses travaux portent sur l'hétérogénéité de l'inflation en fonction des ménages et permettent d'expliquer la différence entre le chiffre brut et le ressenti des ménages les plus modestes,. L'effet du commerce international sur les différents acteurs de l'économie : ménages, entreprises, etc. L’innovation et en particulier les inégalités pour y accéder, pour en être un acteur, ... et les moyens d'en limiter les effets – par exemple, le mentorat ou les internats de la réussite,.
Par ailleurs, il s'intéresse aux outils méthodologiques qui visent à dépasser les simples analyses statistiques du big data, pour produire des modèles explicatifs d'un point de vue économique sur la causalité, en particulier les études d’événements et les analyses changement et exposition (en).
En 2022-2023 il mène une expérimentation sur l'efficacité économique des politiques dites de "monnaie hélicoptère", c'est-à-dire de transferts d'argent sans conditions par la banque centrale. Les conclusions de cette expérience révèlent que de tels transferts seraient davantage efficace (c'est-à-dire que l'argent versé serait plus rapidement consommé) si l'argent ainsi créé est détruit après une certaine période. Selon lui, la monnaie hélicoptère est donc un instrument qui pourrait s'avérer utile dans certaines circonstances, notamment lorsque les taux d'intérêts directeurs sont déjà proches de zéro.

## Publications
- 2023 : Marie Curie habite dans le Morbihan : Démocratiser l'innovation, La République des idées, 128 pages,  (ISBN 9782021545838)

## Distinctions
- 2019 : Prix Philip-Leverhulme[12].
- 2021 : Prix du meilleur jeune économiste de France décerné par le journal Le Monde et le Cercle des économistes[13].